# Bodo Teichmann
Alfred Bodo Teichmann (* 9. März 1932 in Leipzig; † 17. September 2022) war ein deutscher Chemiker, Hochschullehrer und Politiker (SPD).

## Leben
Nach dem Besuch der Volksschule und dem Abitur 1950 an der Oberrealschule in Leipzig, das mit einer Berufsausbildung zum Chemiewerker im VEB Elektrochemischen Kombinat Bitterfeld verbunden war, nahm Teichmann 1951 ein Studium der Chemie (Werkstudium) an der Universität Leipzig auf, das er 1956 mit der Prüfung als Diplom-Chemiker beendete. Er war von 1956 bis 1958 als wissenschaftlicher Assistent am Organisch-Chemischen Institut der Universität Leipzig tätig, begann daneben ein Studium der Medizin und promovierte 1959 zum Dr. rer. nat. (Dissertationsarbeit: Synthesen mit in a- und aa'-Stellung mono- und dibromierten Dicarbonsäureestern). Im Anschluss wirkte er als Oberassistent und Lehrbeauftragter am Organisch-Chemischen Institut der Universität Leipzig.
Teichmann wurde 1960 ein Vorlesungsverbot erteilt, woraufhin er sein Medizinstudium abbrach. In den folgenden Jahren war er bis 1983 als wissenschaftlicher Mitarbeiter, Abteilungsleiter und stellvertretender Bereichsdirektor am Zentralinstitut für Krebsforschung (ZIK) der Deutschen Akademie der Wissenschaften in Berlin-Buch tätig. 1966 schrieb er seine Habilitation an der Mathematisch-Naturwissenschaftlichen Fakultät der Humboldt-Universität zu Berlin (Habilitationsschrift: Die Diffusionskammer-Technik und ihre Anwendung bei Untersuchungen von Problemen der Tumorforschung). Er wirkte seit 1983 als Bereichsdirektor und Abteilungsleiter am Zentralinstitut für Molekularbiologie (ZIM) der Akademie der Wissenschaften der DDR und war dort gleichzeitig als Fachwissenschaftler für Medizinische Toxikologie und Toxikologische Chemie tätig. Von 1986 bis 1990 ging er einer Tätigkeit als wissenschaftlicher Mitarbeiter am ZIM nach.
Teichmann war von 1951 bis 1986 Mitglied des FDGB und von 1964 bis 1968 Mitglied einer problemgebundenen Klasse der Deutschen Akademie der Wissenschaften in Berlin. Seit 1973 wirkte er als Internationaler Experte bei der WHO/IARC, zeitweise auch als Internationaler Experte bei der UNESCO. 1992 wurde er als Professor für Umweltwissenschaften an die neugegründete Universität Potsdam berufen. Ein Jahr später erhielt er dort einen Lehrstuhl und wurde Direktor des Zentrums für Umweltwissenschaften. Außerdem war er Mitglied der European Association for Cancer Research (EACR).
Bodo Teichmann war verheiratet und hatte eine Tochter.

## Politik
Teichmann war seit Dezember 1989 Berater der SDP/SPD für Gesundheitspolitik. Er trat 1990 in die SPD ein und wurde Vorsitzender der Arbeitsgemeinschaft Sozialdemokraten im Gesundheitswesen (ASG) des Landes Brandenburg. 1990/91 fungierte er als stellvertretender Regierungsbeauftragter im Bezirk Frankfurt (Oder) und hatte gleichzeitig die Leitung des dortigen Ressorts für Gesundheit, Arbeit, Soziales und Jugend inne. 1990 wurde er in den Brandenburgischen Landtag gewählt, dem er bis 1994 angehörte. Hier war er von 1990 bis 1994 Mitglied des Ausschusses für Arbeit, Gesundheit, Soziales und Frauen und von 1992 bis 1994 Mitglied des Ausschusses für Wissenschaft, Forschung und Kultur. Im Parlament vertrat er den Wahlkreis Bernau.
Teichmann war von 1994 bis 1998 Abgeordneter des Deutschen Bundestages und dort Mitglied des Ausschusses für Umwelt, Naturschutz und Reaktorsicherheit. Im Parlament vertrat er den Wahlkreis Eberswalde – Bernau – Bad Freienwalde.

## Ehrungen
- Rudolf-Virchow-Preis, 1975
- Yamagiwa-Yoshida-Memorial Award, 1976